# 스페인의 대외 관계
프란시스코 프랑코가 죽으며 그의 독재 정권이 무너지고 1975년 후안 카를로스 1세가 왕위로 돌아오면서 스페인의 대외 관계는 프랑코 시절의 외교적 고립 상황을 타개하고 외교 관계를 넓혀 유럽 공동체에 가입하고자 했다. 또한 북대서양 조약 기구에 가입하고자 했으며 이는 1982년에 성사된다.
스페인은 국제 군사 공조에 많은 참여를 하고 있으며 유럽 연합 회원국으로서 해당 국가들에 대한 외교적 집중도가 높다. 서유럽의 문제가 아니더라도 스페인은 유럽에서 행해지는 정치적 협력 관계를 적절히 활용하여 외교 문제에 접근한다.

## 지역 국가와의 관계

### 중남미 아메리카
스페인어 사용 국가들과 밀접한 관계를 맺고 있는 스페인은 이베로-아메리칸 공동체와의 유대관계를 특별히 강조하며 역사적으로 상업과 문화, 역사에 많은 영향을 끼친 스페인계 주민들과 스페인어를 통해 그 개념을 재정립하려는 노력을 기울이고 있다. 실제로 스페인 총리와 스페인 국왕은 여러 차례 라틴 아메리카 국가들에 방문한 바 있으며 경제-기술 협력 프로그램과 문화 교류 프로그램을 개발하여 유럽 뿐만 아니라 라틴 아메리카 국가와도 협력 관계를 유지하는 데 힘쓰고 있다.
 우루과이

### 아프리카
스페인은 사하라 이북 지역과 관계 강화를 힘쓰고 있으며 특별히 구호 프로그램을 진행하고 있는 적도 기니에 대한 관심이 높다. 최근에는 카나리아 제도로의 불법 이민자 급증으로 인해 말리와 모리타니아, 세네갈 당국과의 협조 강화를 꾀하고 있다.

### 중동
아랍 국가와의 관계로는 보통 중동 지역 문제에 관해 중동 국가의 입장을 지지하며 석유와 가스 수입으로 인해 이를 반영하는 입장을 취한다. 또한 아랍 국가들의 스페인에 대한 투자도 상당하다.

### 유럽
프랑스와 포르투갈과의 관계는 특별한 문제 없이 유지되고 있으며 무역 마찰에 관한 문제도 유럽연합으로 가입하는 과정에서 순탄하게 해결되었다. 프랑코 독재 시절의 외교관계는 바스크 지역의 에타 때문에 외교력을 집중하는 계기를 제공하기도 했다. 영국과도 특별한 문제는 없으나 지브롤터에 대한 영유권 문제는 민감한 사안으로 남아 있다.
 프랑스

### 아시아
동아시아 국가와 특별한 유대 관계가 없는 스페인은 외교력 확장을 위해 중국과 일본에 대한 관심을 나타내고 있다. 특별히 무역수지와도 관련된 사안으로 아세안 회원국 중에서는 태국과 인도네시아에 대한 관심이 높으며 최근에는 그 관심이 베트남과 대한민국, 말레이시아 등지로 확산되고 있다. 필리핀에 관해서는 과거 식민지였지만 외교 관계의 측면에서는 많은 발전이 없었으며 민간 차원에서 지원 프로그램이 존재한다.
 필리핀

#### 대한민국
스페인과 한국은 1950년:482 외교 관계를 수립한 이래 외교 관계를 유지하고 있으며, 마드리드에 대사관(주 안도라 대사관 겸임)이, 라스팔마스에 분관이 개설되어 있다. 서울에 주한 대사관이 개설되어 있다. 대한민국의 대(對)스페인 수출은 18억5655만USD, 스페인의 대(對)대한민국 수출은 11억6171만USD(각 2011년)에 달하여, 스페인은 대한민국에 있어서 제38위의 수출국이자 제40위의 수입국이다. 지금까지 경기도를 비롯한 6개의 시도가 스페인 자치 정부와 자매결연하고 있다. 모두 4,080 명(재외국민 3,151 명, 시민권자 929 명)의 한민족들이 스페인에 거주(2010년 12월 기준)하고 있다. 한국 축구 선수들이 프리메라리가에 진출하였거나 스페인 선수들이 K리그에 진출한 경우가 있었다.
| 서울/인천 \|\| align=center\|ICN \|\| align=center\|RKSI \|\| 인천 | ○대한항공(1개) : 마드리드 |

## 영토분쟁
스페인의 영토분쟁에 관련해서는 영국과 논쟁거리가 되고 있는 지브롤터가 비교적 널리 알려져 있지만 여러 국가와 영토 문제를 빚고 있다. 스페인은 플라사스 데 소베라니아를 놓고 모로코와 영토 분쟁을 벌이고 있으며 이는 모로코 인접 해안에 대한 영해와도 연관되어 있다. 모로코 정부는 페뇽데벨레스데라고메라 섬과 페뇽데알우세마스 섬에 대해서도 영유권을 주장하고 있다. 포르투갈에서는 올리벤사 지역을 스페인이 1815년 비엔나 협약에 따라 자국 영토로 편입시킨 것에 대해 불만을 제기하고 있다. 대서양에 위치한 세비지 군도에 대해서도 오랜 분쟁이 있었으나 최근 해결됐다.
지브롤타 해협의 전략적 중요성 때문에 영토 주권을 놓고 여러 다툼이 제기되어 왔다. 세우타, 멜리야와 함께 여러 섬에 대한 분쟁을 벌이고 있는 모로코에 대해서는 레콘키스타와 역사적 근거를 들어 유엔 영토보전의 원칙을 내세우고 있다. 스페인은 대부분의 주민이 스페인인임을 강조하고 있다. 반면 모로코는 식민지 해방에 따른 유엔 원칙과 영토보전을 근거로 이에 대항하고 있다.
올리벤사 지역은 스페인령 지방자치제가 운영되고 있으며 법적으로 스페인과 포르투갈 양국 모두가 영유권을 주장하나 사실상 스페인의 에스트레마두라 지방 소속이다. 민족 분포로는 80%가 포르투갈계이며 30%가 포르투갈어를 사용한다. 1297년 이래로 줄곧 포르투갈이 통치하던 올리벤사는 1801년 오렌지 전쟁 중 스페인령이 되고 이듬해 포르두갈에 의해 바다호스 조약으로 양도된다. 스페인은 법적으로 바다호스 조약 자체가 단 한 번도 폐기되지 않았으므로 올리벤사에 대한 지배권을 포기할 수 없다는 입장이다. 그러므로 국경선이 올리벤사에서 정해져야 한다고 주장한다. 반면 포르투갈은 바다호스 조약 때 맺은 조항(상기 조약 위반은 파기를 의미한다)을 어기고 1807년 스페인이 반도 전쟁을 일으켰으므로 영유권의 주장을 받아들일 수 없다고 본다.
이에 더해 포르투갈 정부는 1815년 빈 회의 당시 스페인이 "올리벤사를 포르투갈로 돌려주기 위한 가장 강력한 조치를 취하기 위해 노력한다"는 조항에 서명했음을 지적한다. 따라서 올리벤사 지역을 놓고 봤을 때 포르투갈령으로 올리벤사가 편입되어야 한다고 본다. 스페인은 해당 내용이 포함된 105번 조약을 "필수 이행사항"으로 보지 않았으므로 바다호스 조약이 깨지지 않았다고 주장한다. 포르투갈은 빈 회의 이후로 올리벤사에 대한 형식적 주장을 제기한 적이 없으며 반대로 스페인의 주권에 대해서도 인정하지 않고 있다. 스페인에서는 해당 지역에 대한 인식이 낮은 편이며 모로코와의 국경 분쟁과는 다른 모습을 띤다. 반면 포르투갈에서는 이익집단의 홍보와 여론 호소로 인해 영유권 제기에 대해 의구심을 제기하는 움직임이 높아지고 있다.

## 같이 보기
- 스페인의 역사
- 스페인-프랑스 관계
- 스페인의 재외공관 목록